# Что было дальше?
«Что было дальше?» (укр. «Що було далі?») — російськомовне гумористичне інтернет-шоу, в якому коміки слухають історію запрошеного гостя, а потім намагаються вгадати чим вона закінчилася.
Виробництвом шоу займається команда «Medium Quality», проект виходить на YouTube-каналі «LABELCOM».

## Схема шоу
Запрошений відомий гість розповідає історію, а учасники шоу намагаються вгадати чим закінчилася ця історія. Це супроводжується частим перебиванням і грубим гумором з боку учасників. Через це історія одного гостя може тривати більше ніж півгодини.

## Історія шоу
Автор ідеї шоу — Максим Морозов. Початкова назва шоу — «І тут сталося найсмішніше». Ведучим виступав Дмитро Позов, а як учасники — актори шоу «Імпровізація» — Сергій Матвієнко, Арсеній Попов і Антон Шастун, а також дворазові переможці шоу «Comedy Баттл» — Тамбі Масаєв і Рустам Рептилоїд. Головною метою шоу було максимально точне вгадування кінця історії гостя учасниками. Шоу з початковою назвою та складом не пішло в подальше виробництво через творчі розбіжності. Одним з гостей шоу був нинішній ведучий «Що було далі?» — Нурлан Сабуров.
Виробництвом шоу займається компанія «Medium Quality», власником якої є генеральний директор телеканалу ТНТ В'ячеслав Дусмухаметов. Першими запрошеними резидентами шоу стали Тамбі Масаєв і Рустам Саїдахмедов, також як ведучим був запрошений Нурлан Сабуров, ще пізніше Олексій Щербаков та Артур Чапарян як учасники. Перед повноцінним створенням шоу в «Stand Up Store Moscow» було проведено кілька технічних вечірок, учасники зрозуміли, що вийшло добре і вирішили запустити шоу. У перших технічних шоу взяли участь Денис Косяков, Олександр Шпак, Азамат Мусагалієв, Сергійович та інші. Як заявляє Нурлан Сабуров, шоу на 100 % оригінальне і не має аналогів.
25 квітня 2019 року був випущений пілотний випуск шоу «Що було далі?» з участю Гаріка Харламова і Мігеля. За сезон було випущено 7 епізодів до 1 серпня 2019 року.
25 вересня 2019 року стартував другий сезон шоу, перший епізод якого вийшов з участю Гаріка Мартиросяна і Олега Маямі. У другому сезоні як учасника покинув шоу Артур Чапарян, а на заміну йому прийшов учасник «Відкритого Мікрофона» та «Stand Up» на ТНТ, український комік із Запоріжжя — Сергій Дєтков. На питання про залишення Артуром шоу Нурлан Сабуров в інтерв'ю шоу «вДудь» повідомив, що у нього зникло бажання бути учасником шоу.
12 грудня 2019 року запрошеним гостем став дизайнер Артемій Лебедєв, який на замовлення шоу зробив кілька варіантів логотипів для шоу «Що було далі?», а також розмістив їх на своєму офіційному сайті.
2 квітня 2020 року стартував третій сезон шоу, гостями першого випуску якого стали співачка Лоліта Мілявська і журналіст Юрій Дудь.

## Склад
- Нурлан Сабуров — ведучий.
- Олексій Щербаков — резидент.
- Тамбі Масаєв — резидент.
- Ілля «Макар» Макаров — резидент.
- Емір Кашоков — резидент.

Колишні:
- Артур Чапарян — резидент.
- Сергій Дєтков — резидент.
- Рустам «Рептилоїд» Саїдахмедов — резидент.

## Список випусків
| Номер випуску | Запрошені гості                                         | Дата виходу       |
| ------------- | ------------------------------------------------------- | ----------------- |
| 1             | Гарік Харламов і Мігель                                 | 25 квітня 2019    |
| 2             | Баста і Прохор Шаляпін                                  | 10 травня 2019    |
| 3             | Jah Khalib і Йосип Пригожин                             | 23 травня 2019    |
| 4             | Микола Соболєв і Тарзан                                 | 7 червня 2019     |
| 5             | Тимур Батрутдінов і Тимур Каргінов                      | 20 червня 2019    |
| 6             | Kyivstoner і Михайло Шац                                | 11 липня 2019     |
| 7             | Єгор Крід, Азамат Мусагалієв, Руслан Білий і Сергійович | 1 серпня 2019     |
| 8             | Гарік Мартиросян і Олег Маямі                           | 20 вересня 2019   |
| 9             | Стас Костюшкін і Семен Слєпаков                         | 3 жовтня 2019     |
| 10            | Ілля Соболєв і Ерік Давидович                           | 17 жовтня 2019    |
| 11            | Олександр Шпак і Сергій Мінаєв                          | 31 жовтня 2019    |
| 12            | Анатолій Цой і КраСава                                  | 14 листопада 2019 |
| 13            | Вадим Галигін і Джиган                                  | 28 листопада 2019 |
| 14            | Моргенштерн і Артемій Лебедєв                           | 12 грудня 2019    |
| 15            | Шура, Азамат Мусагалієв і Дмитро Губернієв              | 26 грудня 2019    |
| 16            | Мігель, Сарік Андреасян і Артур Чапарян                 | 14 січня 2020     |

| Номер випуску | Запрошені гості                                                       | Дата виходу       |
| ------------- | --------------------------------------------------------------------- | ----------------- |
| 1             | Юрій Дудь і Лоліта                                                    | 2 квітня 2020     |
| 2             | Олександр Незлобін і Анатолій Вассерман                               | 23 квітня 2020    |
| 3             | Вітя АК і Мітя Фомін                                                  | 14 травня 2020    |
| 4             | Настя Івлєєва і Тіматі                                                | 18 червня 2020    |
| 5             | Джиган і Іван Усович                                                  | 9 липня 2020      |
| 6             | Антон Шастун і NILETTO                                                | 30 липня 2020     |
| 7             | Домінік Джокер і Віталій Мілонов                                      | 20 серпня 2020    |
| 8             | Олексій Смирнов і Михайло Шуфутинський                                | 3 вересня 2020    |
| 9             | HammAli & Navai та брати Пономаренко                                  | 17 вересня 2020   |
| 10            | Богдан Титомир і Василь Уткін                                         | 8 жовтня 2020     |
| 11            | Микита Джигурда і Павло Дедіщєв                                       | 29 жовтня 2020    |
| 12            | Слава Комісаренко та Отар Кушанашвілі                                 | 19 листопада 2020 |
| 13            | Павло Дерев'янко і Денис Дорохов                                      | 10 грудня 2020    |
| 14            | Дмитро Губернієв, Настя Івлєєва, Джиган, Олег Маямі та Гарік Харламов | 31 грудня 2020    |
| 15            | Антон Лапенко і Олександр Гудков                                      | 14 січня 2021     |

| Номер випуску | Запрошені гості                                                               | Дата виходу     |
| ------------- | ----------------------------------------------------------------------------- | --------------- |
| 1             | Павло Воля і Сергій Дєтков                                                    | 1 квітня 2021   |
| 2             | Даня Мілохін та Іван Абрамов                                                  | 22 квітня 2021  |
| 3             | Євген Чебатков і Big Russian Boss                                             | 20 травня 2021  |
| 4             | Михайло Галустян і Григорій Лепс                                              | 3 червня 2021   |
| 5             | Іван Дорн і Заур Байцаєв                                                      | 24 червня 2021  |
| 6             | Гурам Амарян і Деміс Карібідіс                                                | 16 липня 2021   |
| 7             | Юрій Лоза і Андрій Бебурішвілі                                                | 5 серпня 2021   |
| 8             | Моргенштерн і Єгор Крід                                                       | 16 вересня 2021 |
| 9             | Євген Понасенков і Олександр Ємельяненко                                      | 7 жовтня 2021   |
| 10            | DAVA і Паша Технік                                                            | 28 жовтня 2021  |
| 11            | Аміран Сардаров і Расул Чабдаров                                              | 2 грудня 2021   |
| 12            | Олександр Ревва і Сергій Орлов                                                | 17 грудня 2021  |
| 13            | Рустам Саїдахмедов, Богдан Титомир, Джиган, Азамат Мусагалієв і Денис Дорохов | 31 грудня 2021  |
| 14            | Анастасія Волочкова і Володимир Винокур                                       | 13 січня 2022   |